# Рокета а Волтурно
Рокета а Волтурно (на италиански: Rocchetta a Volturno) е село и община в провинция Изерния в италианския регион Молизе, Южна Италия. Намира се на 50 км западно от Кампобасо и на ок. 12 км западно от Изерния.
Има 1077 жители (към 31 декември 2012) на площ от 24.0 км². Наблизо извира река Волтурно.